# Richard Mollier
Richard Mollier (Trieste, 30 de noviembre de 1863–Dresde, 13 de marzo de 1935) fue un profesor alemán de Física Aplicada y Mecánica en las universidades de Göttingen y Dresde, fue un pionero de la investigación experimental en termodinámica, particularmente del agua, el vapor y las mezclas de aire.

## Educación y carrera
Después de asistir a la escuela en Trieste comenzó a estudiar matemática y física en la Universidad de Graz (Austria), continuó sus estudios en la Universidad Técnica de Múnich. Presentó su primera publicación basada en su tesis sobre teoría mecánica. Después de una corta estadía en Gotinga, sucedió a Gustav Zeuner en 1897 como profesor de Ingeniería Mecánica en la Technischen Hochschule de Dresden. Hacia 1904 publica New Graphs for Technical Thermodynamics que representa un gran esfuerzo por simplificar los cálculos en los procesos termodinámicos. Su nueva Tabla y diagramas para el vapor de agua (New Tables and Diagrams for Water Vapor), publicada primariamente en 1906 continúa hasta su sexta edición en 1932, donde actualiza y refleja nuevos desarrollos. Se retiró como profesor en 1931 y falleció en Dresde un 13 de marzo de 1935 a la edad de 72 años.

## Diagramas de Mollier
Los diagramas de Mollier (cartas de entalpía-entropía) son usados rutinariamente por ingenieros en el diseño relacionado con plantas de poder térmicas (a combustibles fósil o nuclear), compresores, turbinas de vapor, sistemas de refrigeración, y equipamiento para el acondicionamiento de aire permitiendo visualizar el trabajo en los ciclos termodinámicos de sistemas térmicos.
El diagrama de Mollier (carta h-s) de entalpía de mezclas de aire versus el contenido de vapor de agua (diagramas h–x) es equivalente al diagrama psicrométrico comúnmente usado en los Estados Unidos e Inglaterra.

## Honores
En la Conferencia Thermodinamics realizada en Los Ángeles en 1923 se decide nominar en su honor al diagrama que tan buen servicio prestó a las ingenierías como Gráfico de Mollier (“Mollier graph”) a todo gráfico termodinámico que utilice la entalpía h en uno de sus ejes. Ejemplo: el gráfico h–s para vapor o el gráfico h–x para mezclas de aire.

## Publicaciones
- Die Entropie der Wärme (La entropía del calor) 1895
- Dampftafeln und Diagramme des Kohlendioxid (Tablas y diagramas del vapor para el dióxido de carbono) 1896
- Neue Diagramme zur Technischen Wärmelehre (Nuevos gráficos para la tecnología termodinámica) 1904
- Neue Tabellen und Diagramme für Wasserdampf  (Nuevas Tablas y Diagramas para el vapor de agua) 1906